# Niagara (La Récré des 3 Curés)
Niagara is een spinning rapids ride waterglijbaan in het Franse attractiepark La Récré des 3 Curés. De waterattractie was tot 2008 te vinden in het Belgische attractiepark Bobbejaanland als Bobby Drop.

## Bouw en opening
Bobbejaanland bestelde bij de Nederlandse firma Van Egdom deze waterglijbaan, van het type Spinning Rapids Raft, voor het parkseizoen van 1999. De 13 meter hoge attractie met een lengte van 194 meter, kostte destijds 990 000 euro.
De baan had een Scandinavisch thema. Bij de ingang van de attractie werden drie typisch Scandinavische huisjes gebouwd, in verschillende kleuren.
Bij opening was de attractie meteen heel erg populair. Door de lage capaciteit van de publiekslieveling, waren er al gauw lange wachttijden. Toch weerhield dit Bobbejaanland niet om in 1999 met deze attractie op een Engelse beurs voor attractieparken de prijs voor 'uitmuntendheid in de ontwikkeling van nieuwe attracties' binnen te halen.

## De rit
Bezoekers dienden plaats te nemen in een van de ronde rubberen bootjes die plaats boden aan acht personen. Die werden vervolgens via een rubberen transportband de 13 meter hoge baan opgetakeld. Hierna volgde een afdaling in een open geul met afwisseling van rechte stukken en scherpe bochten. Ten slotte eindigde de rit in een horizontale, betonnen vaargeul waar men, na een bocht van 180 graden, weer in het instapstation terechtkwam.

## Ongeluk
Op 24 maart 2008, viel een zevenjarig kind uit Laken uit een bootje van de attractie. De oorzaak van het ongeval lag aan de onvoorzichtigheid van het kind, die de veiligheidsvoorschriften van de attractie niet naleefde. Het kind ging staan in het bootje dat snel ronddraaide. Toen vervolgens het bootje tegen een ander bootje botste, kwam het kind in de glijbaan zelf terecht. Het kind werd beneden meteen weer uit het water gehaald door de opzichter en weer in de boot gelegd. Later is de zevenjarige opgevangen door de EHBO-post van het park.

## Sluiting en verhuizing
In 2008 sloot Bobbejaanland de attractie en brak hem af. De attractie moest plaats ruimen voor het opknappen van het gebied met de komst van een nieuwe themazone: 'Adventure Valley'. Het park deed er ruim zes jaar over om de funderingen uiteindelijk af te breken. Op de plek van de attractie staat nu een horecazaak Sugar Shack.
De attractie werd het volgende jaar, in 2009, weer opgebouwd in het Franse attractiepark La Récré des 3 Curés onder de naam Niagara. Dit werd ook gedaan met sommige andere attracties zoals de rupsbaan Mambo en enterprise Fly Away, nu Spoontus.
Afbeeldingen